# Markovščina
Markovščina – skupiona osada w gminie Hrpelje-Kozina w słoweńskim regionie Przymorze.
Markovščina leży między licznymi krasowymi dołami w środkowej części Niziny Matarskiej (słoweń. Matarsko podolje) przy drodze Kozina - Rijeka. Nad wsią, w pobliżu Slivja, jest wejście do długiej na 6,2 km krasowej jaskini Dimnice.
Lokalny kościół nosi wezwanie Antoniego Padewskiego i należy do parafii Slivje diecezji koperskiej.

## Historia
Markovščina po raz pierwszy jest wzmiankowana w źródłach pisemnch w 1295 i 1371 jak sancti Marci (potem jak S. Marco w 1475, jak Marcossa w 1512 i jak Marcouschenna w 1694). Nazwa oznacza „osiedle koło kościoła św. Marka”, którego wezwanie nosił obecny kościół św. Antoniego. Alternatywną nazwą Markovščiny, wzmiankowaną w manuskrypcie z 1295, były Novak(i).

### II wojna światowa
Po kapitulacji Włoch od 12 do 15 września 1943 partyzanci w okolicy Markovščiny rozbroili około 20 000 włoskich żołnierzy, między innymi członków dywizji „Eugeniusz Sabaudzki” z wysokimi oficerami, którzy wycofywali się do Triestu.